# Olav Engelbrektsson

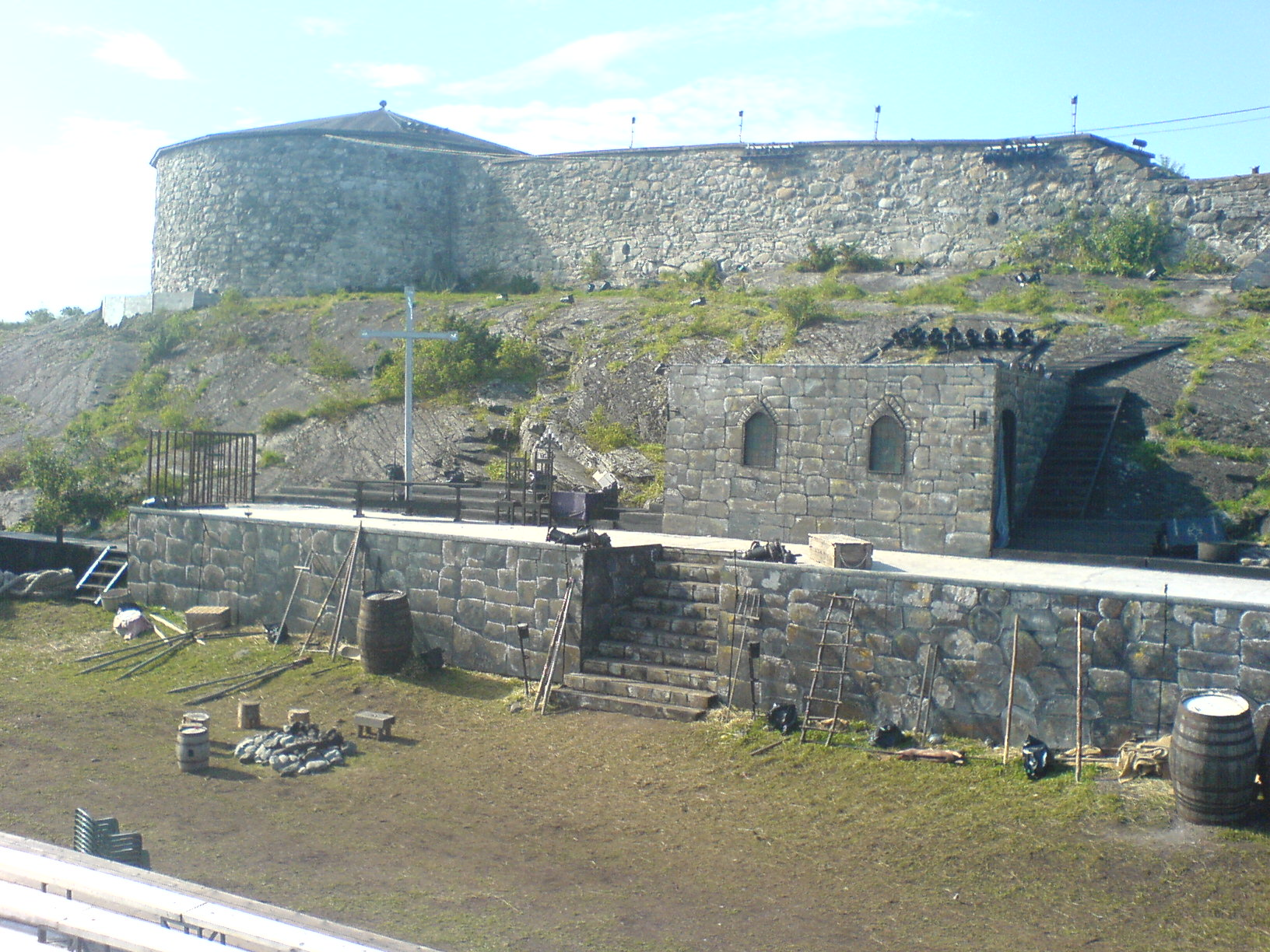
Twierdza Steinvikholm. Główna rezydencja Olava Engelbrektssona

Olav Engelbrektsson (Olaf Engelbertsen, ur. ok. 1480 w Trondenes, zm. 7 lutego 1538 w Lier) – ostatni katolicki arcybiskup Nidaros (obecnie Trondheim). Obrońca katolicyzmu i suwerenności Norwegii. Miał znaczny wpływ na rozwój norweskiej architektury sakralnej i świeckiej (wybudował m.in. znaczną część Erkebispegårdenu, czyli Pałacu Arcybiskupiego w Nidaros).

## Pierwsze lata
Olav Engelbrektsson pochodził z zamożnej ziemiańskiej rodziny, silnie związanej z Kościołem katolickim. Już jako osoba duchowna został, w 1503 roku, zapisany na listę studentów Uniwersytetu w Rostocku. W 1505 roku otrzymał tytuł bakałarza, a w 1507 magistra. W Rostocku poznał też braci Magnusów – Johannesa (ostatniego arcybiskupa Uppsali) i Olausa. Prawdopodobnie przebywał krótki czas na Uniwersytecie w Leuven, by powrócić do Rostocku, gdzie został pryncypałem (kierownikiem) w zrzeszającym studentów z Norwegii kolegium św. Olafa. Z Rostocku udał się Engelbrektsson do Oslo, gdzie przez krótki okres był kanonikiem. Jednak już dokument z 10 maja 1515 stwierdza, iż Engelbrektsson sprawował funkcję kanonika w Nidaros. 17 września tego samego roku papież Leon X nadał mu rangę dziekana kapituły katedralnej w Nidaros, a Engelbrektsson mimo młodego wieku stał się drugą po arcybiskupie Eriku Valkendorfie osobą w diecezji. Został również jego prawą ręką w sprawach urzędowych i prawnych. Następnie otrzymał także stanowisko ekonoma oraz skarbnika diecezji. Wraz z kantorem Peterem Sigurdssonem i Hansem Revem pomagał arcybiskupowi w tworzeniu ostatniej części mszału „Missale Nidrosiense”.

## Engelbrektsson arcybiskupem

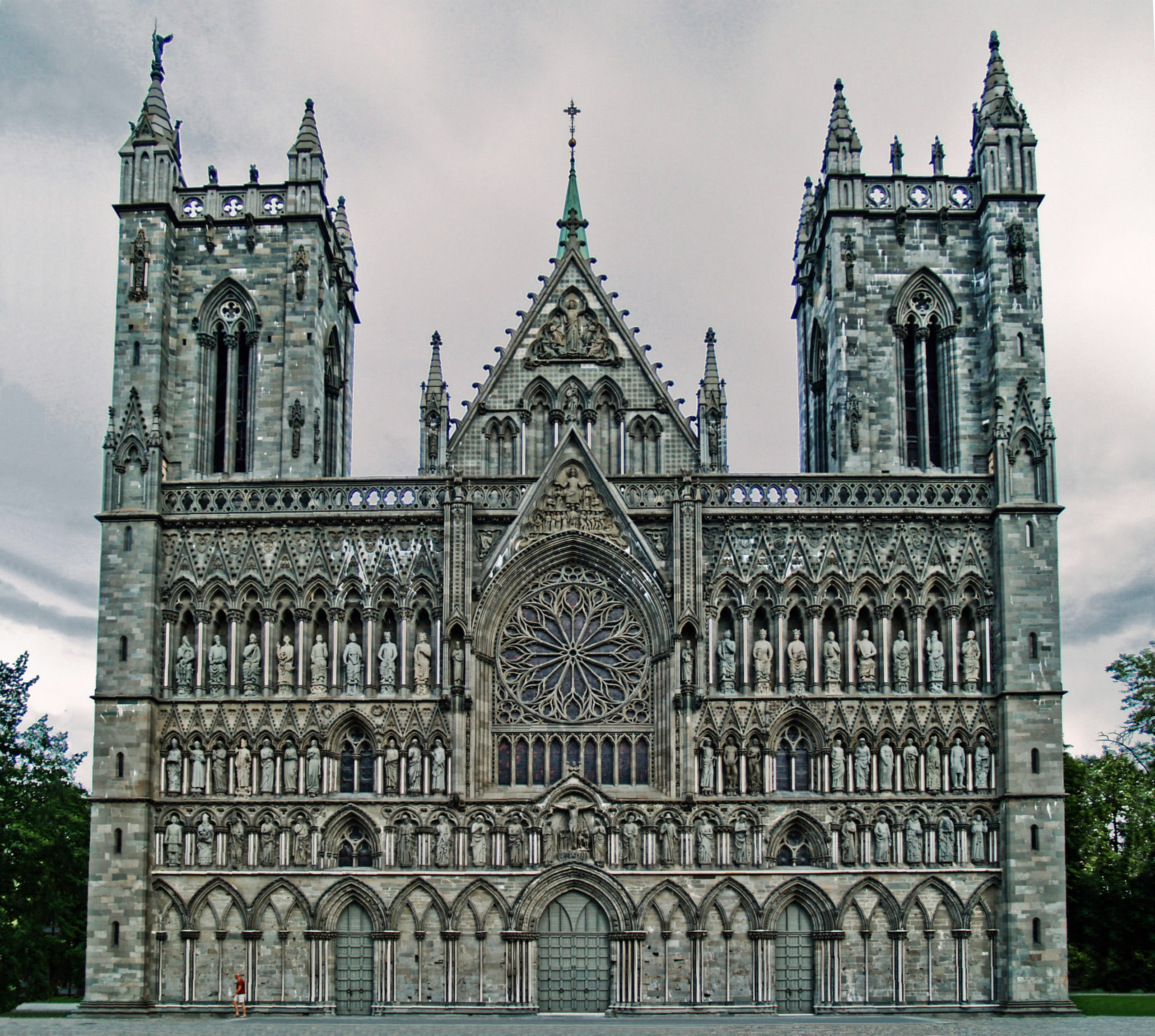
Obecny wygląd Katedry Nidaros

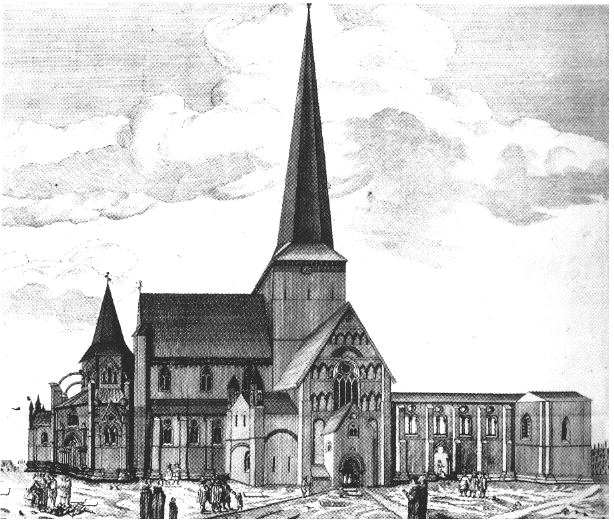
Katedra Nidaros w 1661 roku

Gdy arcybiskup popadł w konflikt z królem Chrystianem II Oldenburgiem w 1521 roku i udał się do papieża do Rzymu, Engelbrektsson był zarządcą archidiecezji. 27 maja 1523 roku dotarła do Norwegii informacja, że arcybiskup zmarł w Rzymie w listopadzie 1522 roku, a kapituła katedralna w tajnym głosowaniu (trzy dni później) obrała Engelbrektssona arcybiskupem. Engelbrektsson tego samego dnia ruszył do Rzymu, aby otrzymać paliusz. W drodze do papieża odwiedził obalonego króla państw skandynawskich Chrystiana II w Lier i Mechelen. Konsekracja nowego arcybiskupa odbyła się 14 grudnia w Rzymie. Engelbrektsson otrzymał od Klemensa VII bullę zaświadczającą, że arcybiskup złożył Chrystianowi II przysięgę na wierność. W drodze powrotnej z Rzymu odwiedził Christiana ponownie, tym razem we Flensburgu. Gdy wrócił do Norwegii w 1524 roku, brał udział w posiedzeniu Riksrådu w Hamar, na którym zwołał następnie posiedzenie parlamentu (Herredagu) na sierpień. Majowe potkanie w Hamar rozstrzygnęło również gorący spór między dwoma przedstawicielami Fryderyka I w Norwegii – Vincensem Lunge i Henrikiem Krummedige; Krummedige został usunięty ze składu Riksrådu i wygnany z kraju, a jego dobra zostały skonfiskowane. Arcybiskup wrócił ostatecznie do Nidaros 31 maja.
Na spotkaniu Herredagu 5 sierpnia 1524 roku zdetronizowano Chistiana. Przez kolejne 18 dni Engelbrektsson był (jako przewodniczący Riksrådu) zarządcą państwa. 23 sierpnia Herredag obrał Fryderyka I na króla Norwegii. Arcybiskup (przy wsparciu biskupa Hamar Magnusa Lauritssøna) wpłynął na parlament, aby dodał do (i tak zawierającej wiele warunków) przysięgi królewskiej Fryderyka, podobny do duńskiego rozdział, zapowiadający prześladowania protestantów z Bergen przez króla.
Początkowo układy między arcybiskupem a przedstawicielem króla w Norwegii – Vincensem Lunge układały się dość dobrze, a Lunge już 23 sierpnia przesłał Engelbrektssonowi list, w którym ustalono podział władzy i kompetencji. Choć początek współpracy między arcybiskupem a królem (i jego przedstawicielem) był dość dobry, to jednak już we wrześniu pojawił się pierwszy problem. Po utopieniu będącego zdecydowanym zwolennikiem rządów Chrystiana II arcybiskupa Oslo Hansa Mule, Fryderyk usiłował zmusić kapitułę w Oslo do wybrania nowym biskupem królewskiego sekretarza – Ivera Kjeldssona Jula. Arcybiskup sprzeciwił się temu i poparł Duńczyka Hansa Reva, który był jego bliskim przyjacielem i kanonikiem w Nidaros. Lunge ostatecznie poparł tę kandydaturę i wspólna decyzja została wysłana do króla, który ją zaakceptował. Rev został wybrany biskupem wiosną 1525 roku.

## Konflikt z Vincensem Lunge

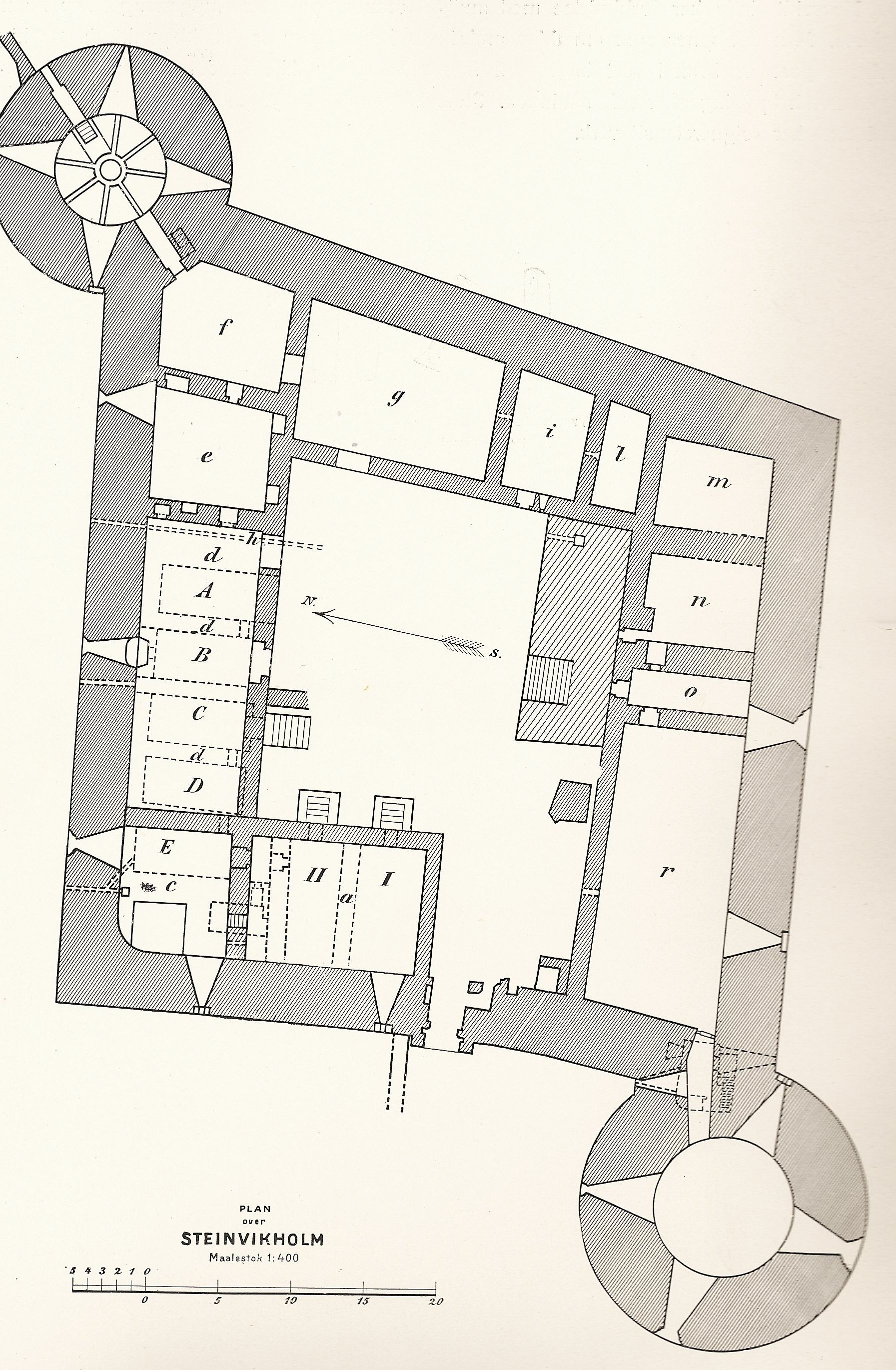
Plan Steinvikholmu

Z czasem większość warunków umowy z Hamar była łamana przez sprzyjającego Duńczykom i reformacji Lungego. Widząc, iż jego pozycja w kraju maleje, a kolejne klasztory i kościoły są rekwirowane przez Lungego i członków rodziny z Austråt, Engelbrektsson rozpoczął w 1525 roku budowę twierdzy w Trondheimsfjord – Steinvikholm i zaciągnął do niej żołnierzy. Od momentu ukończenia budowy w 1532, arcybiskup często tam rezydował. Zbudowana na planie kwadratu forteca była jedną z najnowocześniejszych w Skandynawii; posiadała dwie wieże i była połączona z lądem za pomocą mostu zwodzonego. Budowa tego zamku, na którą przeznaczono znaczną część podatków z Norwegii, miała na celu zrównoważenie wpływów Fryderyka I w kraju (król posiadał w tym czasie 3 duże zamki: Akershus w Oslo, Bergenhus w Bergen i Båhus na południu kraju (obecnie w Kungälv w Szwecji). Zgodnie z zapowiedziami arcybiskupa zamek miał „chronić jego i króla”.
Jesienią 1526 roku biskup Bergen Olav Torkelsson wysłał do arcybiskupa list ze skargami na Lungego i luteran; poprosił również o możliwość opuszczenia Bergen. Engelbrektsson nie odpisał jednoznacznie, przesłał jednak list do króla i Rady Królewskiej. W roku 1527 norweski katolicyzm został znacznie osłabiony – w Danii parlament na sesji w Odense 20 sierpnia pozwolił luteranom na kontynuowanie działalności kaznodziejskiej; podobnie uczynił parlament szwedzki. Na przełomie 1527 i 1528 roku Engelbrektssona i Lungego na krótko połączyła wspólna sprawa – poparcie dla rebelii Daljunkerna w Szwecji. Wymierzone ono było w Gustawa I Waza i miało charakter antyluterański. Po jego porażce w lutym 1528 arcybiskup gościł w Nidaros przywódcę buntu – „Nilsa Sture”.
W 1529 roku ziemianie z prowincji Sogn zaprotestowali u arcybiskupa przeciw tyranii swych panów zależnych od Lungego i Ingerd Ottesdatter oraz przeciw wysokim podatkom pobieranym przez nich. Poprosili oni, aby Engelbrektsson został ich feudałem i przynieśli ze sobą podatek dla niego w wysokości 400 marek. Zawiesili też płacenie lenna Lungemu, a ten m.in. na skutek interwencji arcybiskupa utracił dowodzenie Bergenhus. Był to moment przełomowy dla stosunków Engelbrektssona i Lunge – wybuchła między nimi „cicha wojna”. Król postanowił nie uczestniczyć w tym sporze aktywnie, jednak wysłał do Norwegii dwóch swoich zaufanych poddanych: Eske Bille i Mogensa Gyldenstjerne Ciosem dla Lungego był również powrót do Norwegii jego dawnego rywala Henrika Krummedige, na co wyraził zgodę (po prośbie Rady Królewskiej Danii, a pośrednio samego króla) Engelbrektsson jako przewodniczący Riksrådu.

## Konflikt z Fryderykiem I
Z powodu nagminnego łamania przez Fryderyka I ustaleń umowy elekcyjnej, a także z obawy przed przejęciem tronu przez otwarcie sprzyjającego luteranom syna Fryderyka – Chrystiana, Engelbrektsson stwierdził, iż nie wiąże go więcej przysięga lojalności. Starał się ograniczać wpływy królewskie wszędzie gdzie tylko mógł. Unikał również króla i pragnął odłożyć koronację w daleką przyszłość. W 1528 doszło do otwartego konfliktu z królem. Król zaplanował koronację w Norwegii, lecz arcybiskup pospiesznie ruszył w długą podróż inspekcyjną sięgającą na północ aż do samej granicy rosyjskiej. Bez arcybiskupa koronacja nie mogła się odbyć i została odwołana i przełożona na czas późniejszy.
W 1529 roku Engelbrektsson rozpoczął tajne rokowania z Chrystianem II. Decyzji tej sprzyjało jawne popieranie przez Lungego luteran od 1529 roku, w tym jego udział nawoływaniu i przewodzenie ikonoklastycznej napaści na jeden z kościołów w Bergen (kościół Apostołów) oraz udział w splądrowaniu przez tłum tamtejszego klasztoru dominikanów. W tym samym roku Fryderyk I uznał norweskich możnowładców za wasali duńskich panów feudalnych oraz obsadził Duńczykami większość stanowisk dowódczych w dużych norweskich zamkach. Również w 1529 na prośbę Lungego wysłał list gwarantujący bezpieczeństwo dla dwóch luterańskich kaznodziejów z Bergen.
Formalnie arcybiskup pozostawał poddanym Fryderyka I, jednak przy każdej okazji okazywał swój dystans wobec króla. Nie uczestniczył w obradach parlamentu w Oslo latem 1529, kiedy to duńscy oficjele czekali na niego i innych biskupów przez 8 tygodni. Formalna ugoda między arcybiskupem a Lunge miała miejsce wiosną 1530 roku i była wynegocjowana przez Nilsa Lykke. Na mocy tej ugody Engelbrektsson przysiągł wierność Fryderykowi I, co posłużyło mu za argument do nie pojawienia się na norwesko-duńskich spotkaniu w Kopenhadze w 1530. Arcybiskup twierdził, iż przysięga ta zobowiązuje go do pozostania w kraju i jego obrony w czasie nieobecności większości możnowładców, którzy w tym przebywali wówczas na obradach w Danii. Gdy 5 maja 1531 roku spłonęła katedra w Nidaros, a wraz z nią większa część miasta, odwołał swoją podróż na kolejne rozmowy możnowładców obu krajów w stolicy Danii. Stwierdzi, iż pieniądze przeznaczone na wyjazd musi, jako arcybiskup, wydać na naprawę dachu katedry oraz na pomoc poszkodowanym i biedocie miejskiej. W międzyczasie (latem 1531 roku) asystował wysłannikowi Chrystiana II – byłemu arcybiskupowi Uppsali Gustavowi Trolle w jego tajnej podróży po Norwegii.

## Inwazja Chrystiana II na Norwegię
Gdy w listopadzie 1531 roku Chrystian II wylądował wraz ze swą flotą u wybrzeży Norwegii, Engelbrektsson (tego samego dnia) opowiedział się po jego stronie. Poparł go zarówno wysyłając mu z pomocą swoich żołnierzy, jak i wsparł finansowo. Podobnie uczynili biskupi Hamar – Lauritssøn, jak i Oslo – Rev. W marcu 1532 roku arcybiskup wysłał swoją armię oraz zarządcę swojej mennicy Jakoba Schulta do Oslo wraz z 21 kg srebra, by opłacić wojska zaciężne Chrystiana II. W tym samym miesiącu poinformował listownie Eske Bille i Olava Torkelssona o swoim poparciu dla Chrystiana II (jako powód podał łamanie przez Fryderyka I umowy z Bergen).
Gdy były król poddał się (1 lipca 1532) i został uwięziony, a duńska flota przybyła do Nidaros i spaliła Pałac Arcybiskupi, Engelbrektsson został zmuszony do podporządkowania się Fryderykowi I na warunkach króla (zachował stanowisko arcybiskupa, ale musiał zapłacić dużą kontrybucję i odnowić przysięgę wierności). Dostał wówczas zgodę na odbycie podróży (król gwarantował mu bezpieczeństwo) wraz z 60 osobami do klasztoru w Elgeseter, gdzie odnowił swą przysięgę wierności wobec Fryderyka II we wrześniu 1532 roku. Musiał również wypłacić odszkodowanie Vincensowi Lungemu i Ingerd Ottesdatter. Łącznie Engelbrektsson miał zapłacić w trzech ratach 15 000 duńskich marek (w przeliczeniu ok. 134 kg srebra).

## Chaos polityczny
10 kwietnia 1533 roku zmarł Fryderyk I, a następstwo tronu duńskiego było dyskutowane w samej Danii. Rada Królewska Danii wysłała natychmiast do swojej norweskiej odpowiedniczki zaproszenie na wspólną elekcję. Przełożono ją jednak później na następny rok. Arcybiskup zwołał tymczasem w nadmorskiej miejscowości Bud w prowincji Romsdal (z dale od duńskich garnizonów) na 15 sierpnia wielki zjazd mieszkańców Norwegii. Uczestniczyli w nim nie tylko członkowie Riksrådu, ale także reprezentanci miast i ziemian. Zjazd ten zdecydował, iż w czasie bezkrólewia Norwegią powinien rządzić Riksråd (z arcybiskupem na czele), którego członkowie powinni wziąć udział we wspólnej elekcji duńskiego króla, która była planowana na lato następnego roku. Latem Duńczycy ponowili zaproszenie na elekcję, a Engelbrektsson odpisał iż choć sam nie przybędzie do Kopenhagi, to pozostali członkowie Rady Królewskiej udadzą się do stolicy Danii i będą go prawnie reprezentować. Ostatecznie jednak do elekcji nie doszło, gdyż w chwili przybycia delegacji norweskiej do Kopenhagi, w Danii szalała już wojna domowa.
W 1534 roku Vincens Lunge przysiągł wierność Chrystianowi III. Lungemu udało się również zwiększyć znacznie swoje wpływy wśród członków Riksrådu, gdyż większość możnowładców norweskich przeszła już na luteranizm (lub mu sprzyjała) i liczyła na przejęcie wielkich majątków ziemskich Kościoła katolickiego. Także kilku biskupów katolickich zaakceptowało przywództwo duńskiego przedstawiciela. W lutym 1535 roku Chrystian (III) wysłał list do Riksrådu w celu przypomnienia swoich praw do tronu Norwegii. W odpowiedzi Engelbrektsson zapowiedział zebranie Riksrådu na którym dokonana zostanie elekcja Chrystiana na króla. Hans Rev zaproponował spotkanie Riksrådu latem tego samego roku w Nidaros. Spotkanie nie odbyło się jednak – Rev i wielu innych członków Rady odwołało swoją obecność.
Zamiast czekania na ogólny zjazd w Nidaros członkowie Riksrådu z południowej części Norwegii wybrali 13 maja lub 5 maja) 1535 roku Chrystiana III na króla Norwegii (w obradach brali też udział biskupi Oslo i Hamar). Było to ukoronowanie starań Lungego i „policzek” dla arcybiskupa. Kraj stanął na progu wojny domowej. Biskup Oslo Hans Rev starał się pogodzić Engelbrektssona z Lungiem, gdy jednak mediacja się nie powiodła, Rev zdecydowanie opowiedział się po stronie Duńczyka.

## Poparcie roszczeń Fryderyka Wittelsbacha
Opuszczony politycznie i religijnie Engelbrektsson, zwrócił się do cesarza Karola V i planował wprowadzić na norweski tron zięcia Chrystiana II – Fryderyka Wittelsbacha, tym bardziej że Fryderyk był przeciwnikiem protestantyzmu. W kwietniu 1535 roku Karol V wysłał do arcybiskupa list, w którym obiecał mu pomoc w osadzeniu Fryderyka na tronie norweskim; prosił go również o wzmożenie działań w tym kierunku. Gdy Engelbrektsson otrzymał list potwierdzający intencje przejęcia władzy od Fryderyka rozpoczął starania o jego elekcję. Dużym politycznym ciosem dla Engelbrektsson była śmierć jego bliskiego sojusznika biskupa Torkelssona w maju 1535 roku. Jako że obiecana przez cesarza pomoc militarna nie przybyła, arcybiskup wysłał list do króla Chrystiana III zapewniający o lojalności wobec niego. Intrygi Lungego sprawiły jednak, że Chrystian III nie otrzymał pisma. 23 maja lub w lipcu 1536 roku arcybiskup przyjął warunki Duńczyków i zwołał posiedzenie Riksrådu na jesień do Nidaros. We wrześniu 1535 Engelbrektsson w liście do Reva potwierdził, iż zaakceptował decyzje południowej części Rady i ją obecnie popiera. Spotkanie w Nidaros miało formalnie zatwierdzić elekcję Christiana III i zarządzić nowe podatki dla króla. Chrystian III wysłał do będącej pod kontrolą Engelbrektssona prowincji Trøndelag swoich przedstawicieli. Byli wśród nich Lunge, Rev, dowódca zamku Båhus – Claus Bille oraz dowódca Bergenhus – Eske Bille. Na zjazd elekcyjny wysłano również biskupów norweskich. Duński król planował w ten sposób przypieczętować swoje zwycięstwo w samym centrum oporu przeciw jego władzy.
Do Bożego Narodzenia większość wpływowych postaci Norwegii była już w Trøndelag. Do zgromadzonych tam dotarła informacja, że 24 grudnia norweski możnowładca – Nils Lykke został zabity przez zaczadzenie w celi w twierdzy Steinvikholm. Zmarła żona Lykkego Eline była córką Ingerd Ottesdatter i Nilsa Henrikssona; po jej śmierci Lykke zakochał się w jej najmłodszej siostrze, Lucie Nilsdatter i pragnął poślubić ją. Para żyła razem mimo braku ślubu i miała syna; związkowi sprzeciwiła się rodzina Lucie, Lunge i Kościół katolicki (w tym czasie Kościół katolicki traktował takie związki jako kazirodcze). Lykke szukał poparcia dla małżeństwa u króla Chrystiana III. Mogło to być przyczyną konfliktu z arcybiskupem, ale dużo bardziej prawdopodobne jest, że cała sprawa była intrygą Lungego, który wymusił na arcybiskupie w czerwcu 1535 aresztowanie Lykkego. Lykke został skazany na śmierć w procesie, którego ważność budziła duże kontrowersje. 24-osobowy trybunał, w którym oskarżycielem był bliski współpracownik Engelbrektssona – możnowładca Kristoffer Trondson, stwierdził iż jedyną karą dla Lykke może być bolesna śmierć. Arcybiskup odrzucił apelację Lykke, który zgodnie z obowiązującym prawem powinien być, jako szlachcic, sądzony przez „równych sobie” i nakazał wykonanie kary. Takie postępowanie Engelbrektssona wywołało sprzeciw i strach nawet wśród części zwolenników arcybiskupa.

## Zamach stanu

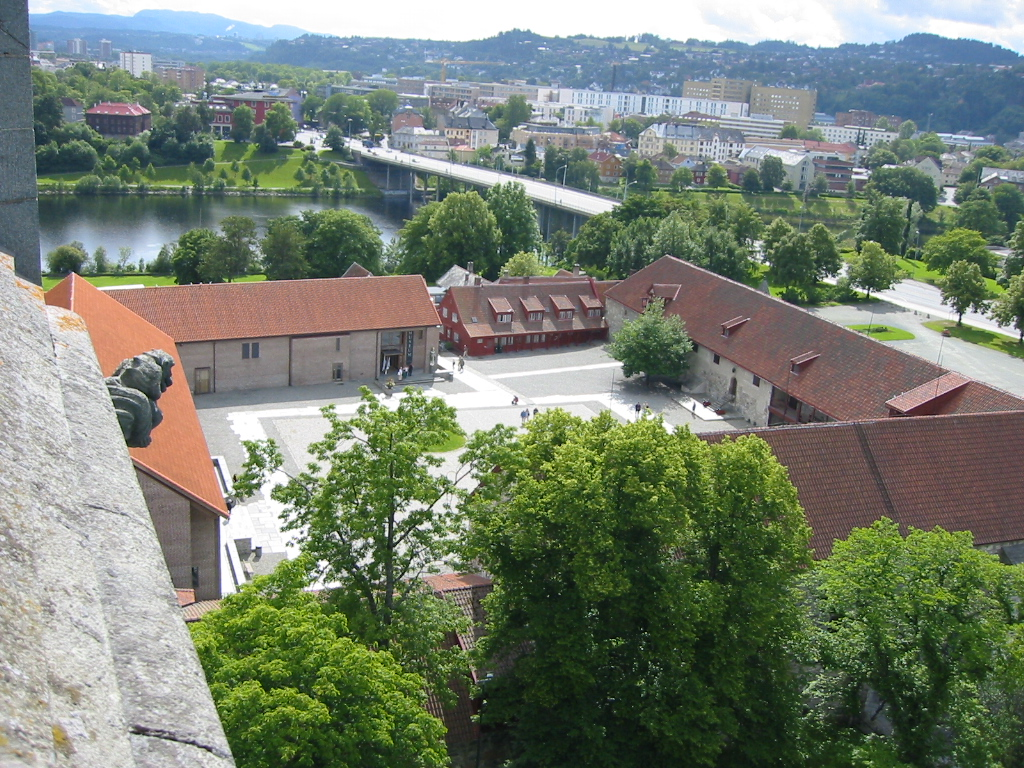
Pałac Arcybiskupi w Trondheim

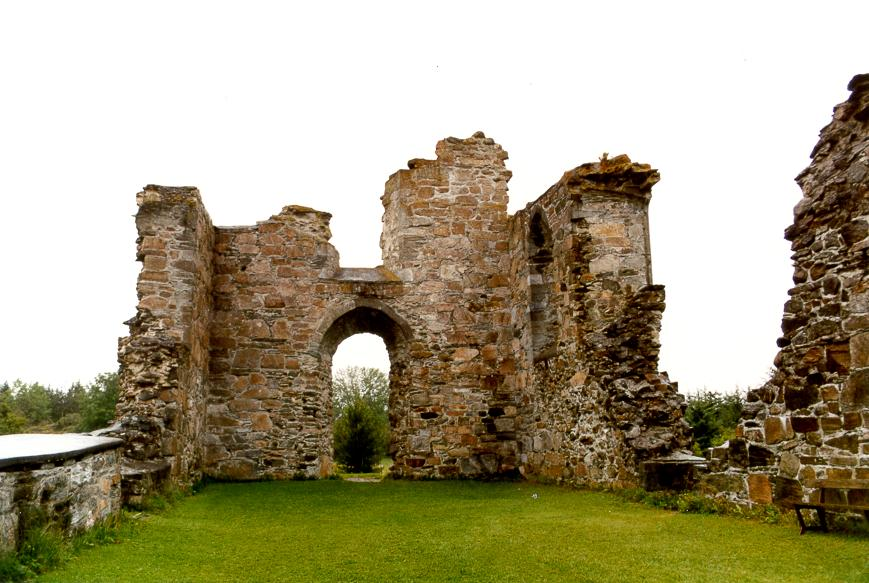
Klasztor Tautra – miejsce osadzenia więźniów

Już w trakcje obrad Riksrådu, stawało się jasne że arcybiskup jest przeciwny elekcji Chrystiana III oraz podatkom królewskim. Jednak całkowity zwrot biegu wydarzeń miał miejsce dopiero 3 stycznia 1536 roku na wielkim spotkaniu w Pałacu Arcybiskupim w Nidaros. Poza niektórymi członkami Riksrådu brali w nim udział rajcy miejscy Nidaros oraz najważniejsi przedstawiciele szlachty i ziemian z Trøndelag. W tym dniu Engelbrektsson oznajmił nieważność wyboru Chrystiana III na króla przez południową część kraju oraz zapowiedział przybycie pomocy militarnej od cesarza wiosną 1536 roku. Poprosił również o wsparcie w walce z duńską agresją i zdradą części możnowładców. Nakazał również aresztowanie wszystkich swoich gości z południa kraju. Gaute Taraldsson (siostrzeniec arcybiskupa) zażądał także, by zabić Vincensa Lunge (do dziś nie wiemy czy było to częścią planu arcybiskupa, czy przypadkowym wydarzeniem). Tłum niezwłocznie udał się miejsca postoju Duńczyka i rozszarpał go na kawałki. Rev, Claus Bille i Eske Bille zostali aresztowani w przeciągu kilku następnych dni i osadzeni w klasztorze Tautra. Arcybiskup po dokonaniu tego zamachu stanu wysłał swą małą armię, aby ta odbiła główne twierdze w kraju. Żadna z nich nie została jednak zdobyta. Arcybiskup wysłał również kilka małych statków z Kristofferem Trondsonem w celu zdobycia Bergen. Ta próba również nie powiodła się, a Trondson został wzięty do niewoli w Bergenhus.

## Planowana inwazja i kolejna podwójna gra
Po tych niepowodzeniach militarnych i odwróceniu się od niego biskupów, Engelbrektsson zmienił taktykę i w kwietniu uwolnił aresztowanych. W liście otwartym do Chrystiana III (datowanym 6 kwietnia) uznał go za króla i poprosił o wybaczenie i amnestię dla niego oraz pozostałych rebeliantów. Była to jednak prawdopodobnie tylko i wyłącznie „gra na czas” – arcybiskup wiedział zapewne o przygotowaniach cesarskiej floty w Niderlandach do odsieczy Kopenhagi w celu osadzenia Fryderyka Wittelsbacha na tronie Danii i Norwegii. Dokument cesarski z 26 maja 1536 roku sugeruje, iż Karol V planował wysłać posłańca do Nidaros lub skontaktować się z Engelbrektssonem przez jego sekretarza, który w tym czasie przebywał w Niderlandach. Wiedząc, iż arcybiskup znajduje się w trudnej sytuacji, zamierzał wysłać tego posłańca lub sekretarza do Norwegii przez Zelandię, gdzie koncentrowała się cesarska flota inwazyjna. Miało to przekonać arcybiskupa o szczerości intencji Karola V i rychłym ataku na wojska Chrystiana III w Danii. Cesarz planował także wysłanie ok. 1000 żołnierzy do Norwegii jako wsparcia dla Nidaros. Gdy jednak Kopenhaga została zdobyta przez wojska Chrystiana III (28 lipca), plany inwazji traciły szansę na realizację i zostały ostatecznie zarzucone na początku września.
Na początku sierpnia Engelbrektsson wysłał do Niderlandów Kristoffera Trondsona i Gaute Taraldsson jako swoich ambasadorów. Mieli oni kontrolować postępy budowy floty inwazyjnej, liczył również, że wpłyną oni na zwiększenie szans inwazji na Norwegię (arcybiskup przeczuwał, że upadek Kopenhagi może zniweczyć szanse na wyprawę). Niedawno odkryte w Belgijskim Archiwum Państwowym dokumenty wskazują, że większa część wydatków na norweską część inwazji pokrywał Olav Engelbrektsson z „własnej kieszeni”. Trondson widząc upadek idei inwazji, zwrócił się we wrześniu do regentki Niderlandów Marii Habsburżanki o dostarczenie małej floty, która umożliwić miała arcybiskupowi opuszczenie Norwegii i przybycie do Niderlandów. Obawy o los arcybiskupa były tym bardziej uzasadnione, że Chrystian nakazał 12 sierpnia uwięzienie wszystkich trzech biskupów katolickich Danii i zmusił ich do rezygnacji.
Król Chrystian III po zdobyciu stolicy zwołał w październiku parlament którego jedną z reform było wprowadzenie luteranizmu jako religii państwowej. Król podpisał (30 października) dekret wprowadzający to prawo również w Norwegii, która zgodnie z tym rozporządzeniem została pozbawiona niemal całej autonomii. Był to duży cios dla Engelbrektssona, jego stronników i Kościoła katolickiego w Skandynawii. Chrystian wysłał również 1500 żołnierzy do Norwegii, aby pomogli w zdławieniu rewolty kierowanej przez arcybiskupa.

## Ekspedycja ratunkowa z Niderlandów
Wspomnianą już wcześniej ekspedycję ratunkowa dla arcybiskupa przygotował Kristoffer Trondson i Maria Habsburżanka. Jej organizację zleciła ona podległemu sobie admirałowi Adolfowi Burgundzkiemu i poleciła mu wysłać dwa spośród jej najlepszych statków. Admirał przekazał polecenie Adriaanowi van den Heetvelde. Wynajęto dwa statki: „Lion van Enkhuizen” i „Christoffel van Enkhuizen”. Właścicielami tych statków byli odpowiednio Clais Blauhulck i Pierer Szymonszoon Maeckschoon, obaj pochodzący z Enkhuizen i będący głównymi właścicielami statków w tym mieście. Jak podają źródła nie obyło się bez silnej perswazji, gdyż rejs tak małej flotylli w tak długą podróż w okresie jesiennym był bardzo ryzykowny. Umowę z właścicielami podpisano 29 września, a opłaty jak na tego typu rejs były stosunkowo niskie (statki wynajęto na dwa miesiące – wrzesień i październik). Ostatecznie zdecydowano, iż tym dwóm jednostką miał towarzyszyć mniejszy statek – „Boeier van Enkhuizen”, który wyekspediowano na prośbę szeryfa Enkhuizen – Wilema Hendricxzoona. Ten mały statek (6 osób załogi) ten miał na celu badanie głębokości morza w okolicy niebezpiecznych wybrzeży i fiordów norweskich.
Dowódcą wyprawy został Kristoffer Trondson, który dostał od admirała Adolfa Burgundzkiego rozkaz stwierdzający, iż jedynym celem wyprawy ma być ewakuacja arcybiskupa, oraz zgodę na ataki na statki wrogów cesarstwa. Statki opuściły Niderlandy w październiku z załogą 172 osób (po 83 na każdym z dużych statków). Wyprawa miała być przeprowadzona w największej tajemnicy przed Duńczykami, jednak już 3 listopada niejaki Peter Godtfredsson, ksiądz z położonej na wybrzeżu norweskiej wioski Selje, wysłał do Eske Bille list z informacją o wyprawie.
Statki dopłynęły do Nidaros przed 11 listopada. Tego dnia arcybiskup wydał polecenie Taraldssonowi, aby ten opłacił marynarzy. Ich comiesięczne wynagrodzenie poważnie nadszarpnęło skarbiec Engelbrektssona i było prawdopodobnie jedną z przyczyn nałożenia przez niego dodatkowego podatku w prowincjach Trøndelag i Härjedalen. Był to podatek płacony w naturze. Również mennica w Pałacu Arcybiskupim biła srebrne monety, aby opłacić załogę statków. 21 listopada arcybiskup wysłał do Marii Habsburżanki list w którym dziękował za wysłanie statków, oraz stwierdził, iż statki te zakupił. Tuż po przybyciu wśród części załogi wybuchł krótkotrwały bunt, wynikający prawdopodobnie z niechęci marynarzy do pozostania w Norwegii przez całą zimę.

## Ostatnie dni w Norwegii

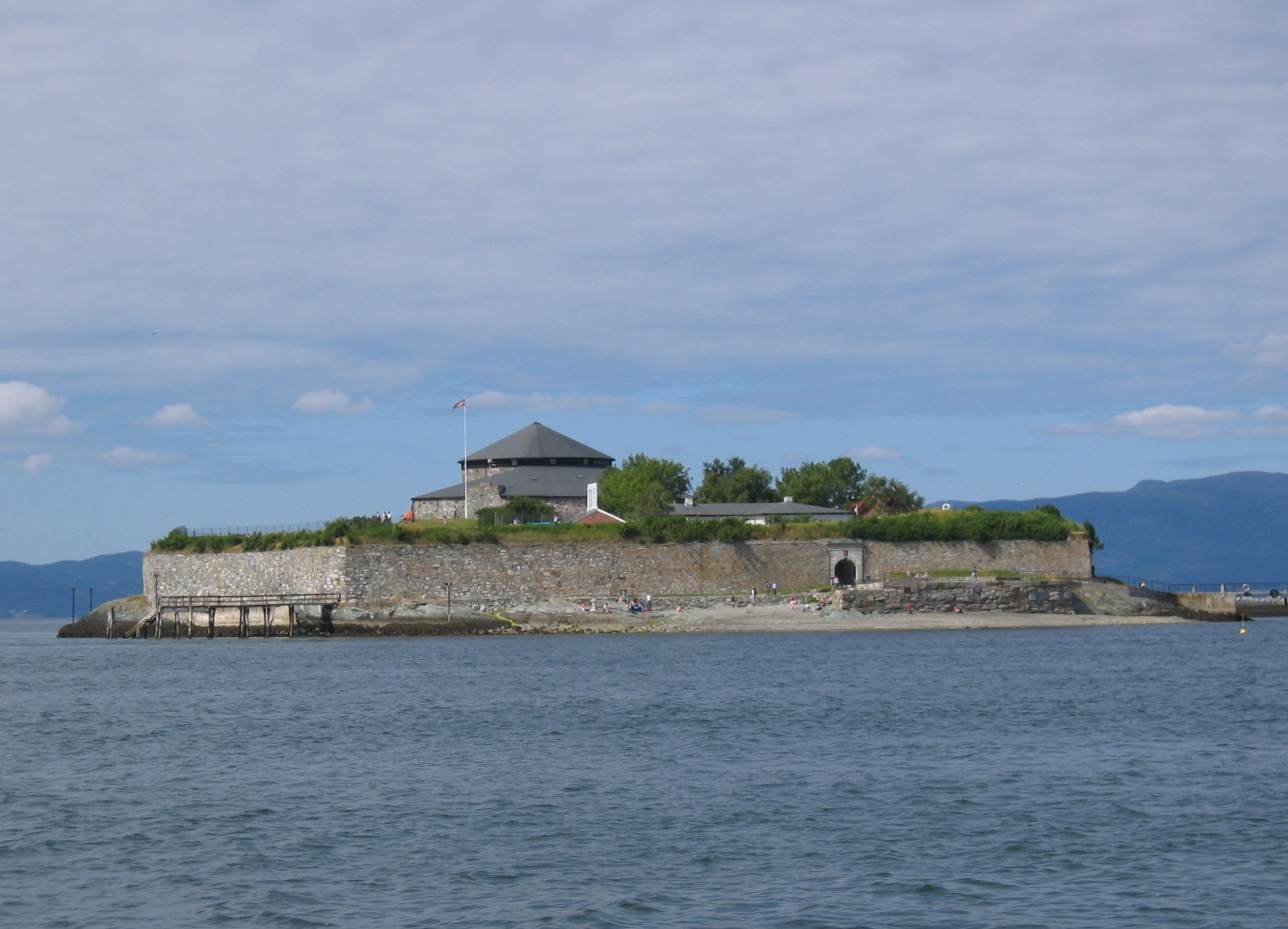
Wyspa Munkholmen

Pod koniec 1536 roku Engelbrektsson ponownie wystąpił zbrojnie przeciw władzy duńskiej (i narzucanemu luteranizmowi), tym bardziej że Norwegia została wówczas pozbawiona wielu atrybutów niezależności i stała się niemal duńską prowincją. Tym razem była to głównie obrona, gdyż arcybiskup nie był w stanie wystawić odpowiedniej armii, a Duńczycy kontrolowali całą południową i zachodnią część kraju. Na początku stycznia 1537 roku Eske Bille wysłał do północnej Norwegii wojsko pod dowództwem Jensa Splita z rozkazem uwięzienia Engelbrektssona. Armia ta splądrowała prowincję Sunnmøre, która była najdalej na południe położoną częścią diecezji Engelbrektssona. Kiedy jednak żołnierzom skończyło się jedzenie i piwo, odmówili marszu na Nidaros i powrócili do Bergen.
Przewidując rychła klęskę militarną i planując ucieczkę do Niderlandów arcybiskup rozpoczął intensywne ściąganie podatków w podległych sobie prowincjach. Wysłał także dwie małe ekspedycje do północnej części kraju, a ich zadaniem miało być zebranie zarówno podatków od ludności, jak i kosztowności z kościołów. Obie grupy po wykonaniu zadania miały przybyć do małego zamku w Vardø i wysłać wszystko bezpośrednio do Niderlandów. Brat arcybiskupa Aslak Engelbrektsson, który był jego reprezentantem w bogatym Trondenes, miał dołączyć do niego już w drodze do Niderlandów. Wszystkie kosztowności diecezji zgromadzono w zamku Steinvikholm, przeniesiono tam również trzy kapliczki zawierające relikwie św. Olafa. W tym czasie arcybiskup przeniósł się do klasztoru na wysepce Nidarholm (obecnie Munkholmen), który to klasztor wcześniej ufortyfikował. Te przenosiny uwarunkowane były tym, iż nie posiadał własnego portu, a zagrożenie ze strony Duńczyków było coraz większe, tym bardziej że Bille rozpoczął w marcu przygotowania do nowej wyprawy na północ.

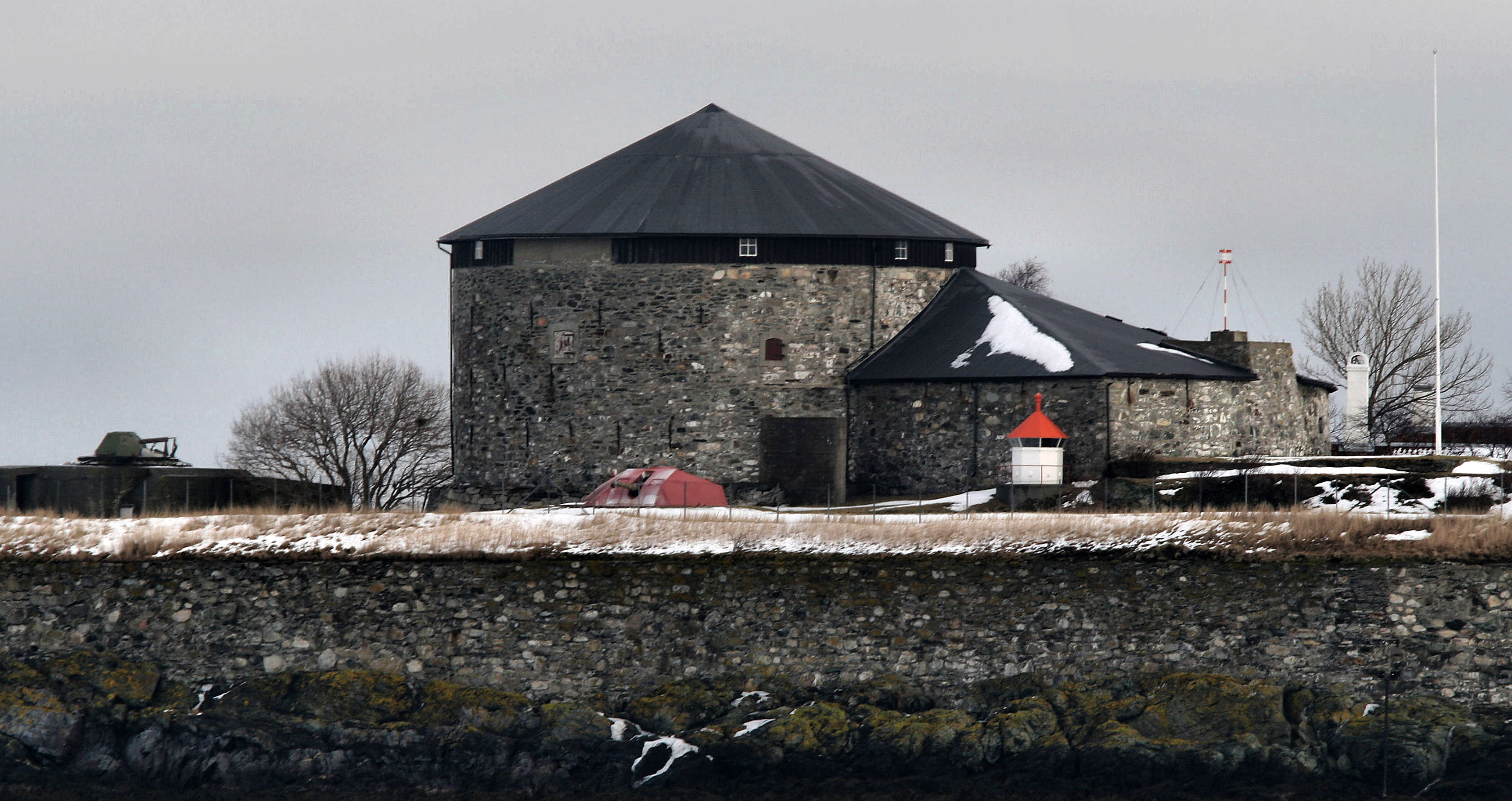
Klasztor na Munkholmen. Ostatnie miejsce pobytu Engelbrektssona w Norwegii

Tydzień przed Wielkanocą statki z Niderlandów zakotwiczyły w Nidarholm i rozpoczęto załadunek. Poza wspomnianymi wcześniej kosztownościami załadowano na nie archiwa katedry w Nidaros oraz całą własność zarekwirowaną wcześniej Lykkemu. Tylko skarby katedry i Lykkego zajmowały jedną skrzynię i dwie beczki. Wszystkie załadowane kosztowności zinwentaryzowano – ich spis zajmował pięć stron. Warto wśród nich wymienić krzyże, monstrancje, kielichy mszalne, biżuterię (prawdopodobnie należącą wcześniej do Lucie Nilsdatter), topór św. Olafa oraz (prawdopodobnie) średniowieczną koronę królów Norwegii. Interesujące jest, że arcybiskup nie wziął ze sobą kapliczek św. Olafa. Prawdopodobnie uznał, iż ich zabranie byłoby przyznaniem się do całkowitej i ostatecznej porażki. Pozostawił je pod opieką ok. osiemdziesięcioosobowego garnizonu ze Steinvikholmu, na którego dowódcę arcybiskup wyznaczył Knuta Petersona (teścia Kristoffera Trondsona). Peterson otrzymał rozkaz utrzymania zamku aż do nadejścia pomocy.
1 kwietnia statki na pokładzie których był Engelbrektsson odbiły od wybrzeży Norwegii. Przed opuszczeniem kraju arcybiskup napisał list do Eske Bille w którym skrytykował go za splądrowanie Sunnmøre i Romsdal. Poprosił również o dobre traktowanie mieszkańców Nidaros i zapowiedział, że miasto podda się bez walki. W drodze do Niderlandów marynarze z flotylli Trondssona (dołączył do niej mały statek arcybiskupa) splądrowali posiadłości Ingerd Ottesdatter w Ørland. Dokonano tego mimo zagrożenia ze strony Duńczyków – Eske Bille był gotowy do wysłania oddziałów na północ już pod koniec marca. Bille planował również tak morski na Nidaros (Chrystian III nakazał mu jednak zaczekać na przybycie większej flotylli). Mała flota dowodzona przez Jensa Splita znalazła się w nocy z 12 na 13 kwietnia Sognefjord w pobliżu miejsca, gdzie zacumowała armada arcybiskupa. Na skutek słabej widoczności floty kilkakrotnie minęły się niezauważone i nie doszło do bitwy. 19 kwietnia w okolicy Stavanger arcybiskup po raz ostatni widział Norwegię i na początku maja dotarł bezpiecznie do Niderlandów. Bille natomiast – zajął północną część kraju do maja 1537 roku. Ludność generalnie nie była mu przeciwna, tym bardziej że w imieniu władz duńskich obiecywał obniżenie podatków.

## Na emigracji

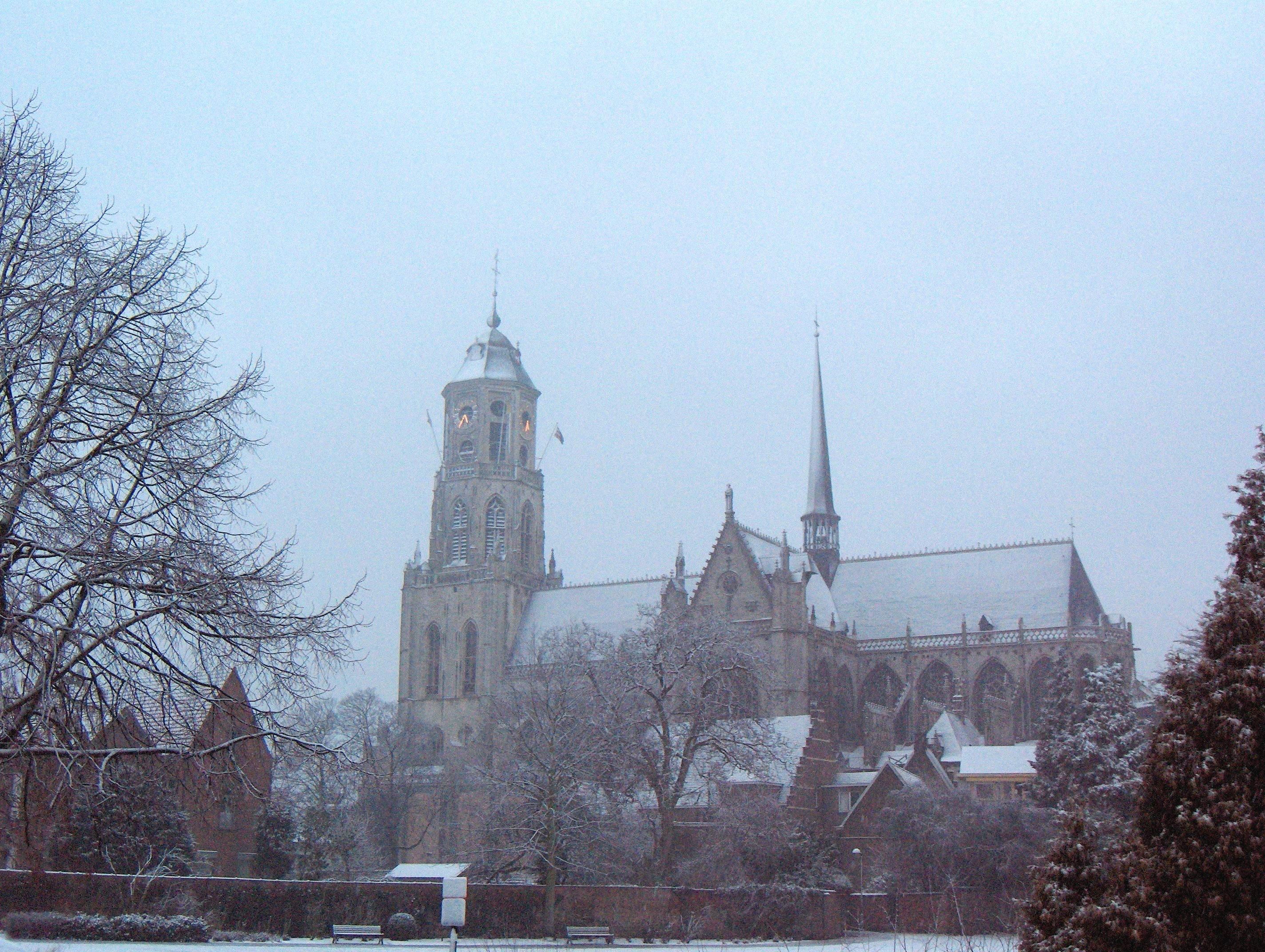
Kościół św. Gummarusa w Lier. Miejsce pochówku Olava Engelbrektssona

3 maja Maria Habsburżanka zawarła trzyletni rozejm z Chrystianem III. Jeden z jego paragrafów dotyczył bezpośrednio osoby Olava Engelbrektssona. Zapewniał on arcybiskupowi możliwość emigracji do dowolnie wybranego kraju wraz z osobistym dobytkiem. Engelbrektsson po przybyciu do portu w Enkhuizen zamieszkał w małej miejscowości Lier w Brabancji, gdzie wcześniej przebywał Chrystian II. Zarówno cesarz, jak i jego siostra Maria liczyli, iż w przyszłości może on im być potrzebny do celów politycznych. Już we wrześniu 1537 roku Chrystian III otrzymał informację, że arcybiskup wraz z Fryderykiem zbierają armię, która może być wykorzystana przeciw Danii. Do tej pory nie ustalono, czy było to prawdą. Engelbrektsson zmarł w Lier 7 lutego 1538 roku. Jego szczątki spoczywają przed głównym ołtarzem kościoła św. Gummarusa w Lier. Po jego śmierci rozgorzał, mający trwa kilkaset lat, spór o kosztowności i archiwa wywiezione z Norwegii. Kosztowności zostały zapewne przekazane Fryderykowi Wittelsbachowi po czym zaginęły. Kilkadziesiąt lat po śmierci arcybiskupa pojawiły się spekulacje, że jeden ze statków, na których znajdowały się kosztowności, zatonął. Większość historyków odrzuca jednak te teorie. Archiwa Nidaros wróciły ostatecznie do Norwegii i znajdują się w Norweskim Archiwum Narodowym w Oslo.
21 maja 2003 jego grób odwiedziła w trakcie oficjalnej wizyty w Belgii norweska królowa Sonja. Odsłoniła wówczas tablicę pamiątkową poświęconą arcybiskupowi, a wykonaną przez pochodzącą z Trondheim rzeźbiarkę Marit Wiklund z inicjatywy Dag Johan Beek. Tablica ta jest płaskorzeźbą przedstawiającą Olava Engelbrektssona.

## Wódka w Norwegii
Poza wymienionymi powyżej informacjami, należy wspomnieć, iż Olav Engelbrektsson wprowadził do Norwegii wódkę jako uniwersalne lekarstwo i trunek (był on również pierwszym jej znanym importerem). List datowany 13 kwietnia 1531 roku stwierdza, iż arcybiskup otrzymał drogą morską dostawę trunku zwanego „Aqua Vite” od Eske Bille. Dostarczony alkohol pochodził najprawdopodobniej z Danii, gdzie był już dość popularny. Prawdopodobnie w tym samym czasie Engelbrektsson rozpoczął również produkcję wódki w samym Nidaros.

## Podsumowanie
Olav Engelbrektsson jest traktowany przez współczesnych norweskich historyków jako postać, która z jednej strony była wielkim patriotą, z drugiej jednak, zbyt mocno podporządkowywała losy Norwegii interesom Kościoła katolickiego. Jego liczne i zmienne sojusze (często nietrafione lub krótkotrwałe) były podyktowane próbą ratowania katolicyzmu w Norwegii, czego ostatecznie nie udało się arcybiskupowi dokonać. Po jego upadku biskupi katoliccy (Mogens Lauritssøn – biskup Hamar i Hoskuld Hoskuldsson – biskup Stavanger) zostali uwięzieni i zmarli w więzieniu, a Norwegia stała się krajem luterańskim. Ważna jest również jego rola obrońcy Norwegów przed wyzyskiem przez Duńczyków, a także jako obrońcy suwerenności kraju.
Dzień 1 kwietnia 1537 roku, kiedy to wraz z małą flotą opuszczał port w Nidaros, jest często określany jako umowna data utraty pełnej niepodległości przez Norwegię. Jego działania miały wpływ na kilka współczesnych krajów: Norwegię, Danię i Islandię – w swoim sprzeciwie wobec reformacji był popierany przez obu biskupów islandzkich (Islandia należała wówczas do korony norweskiej).
Jako upamiętnienie wydarzeń z życia arcybiskupa, w sierpniu każdego roku (od 1993) pod murami Steinvikholmu, rozgrywanych jest kilka spektakli opery „Olav Engelbrektsson”. Treść opery odbiega jednak znacznie od realiów historycznych, gdyż łączy historię miłosną Nilsa Lykke i Lucie i sąd nad możnowładcą z ostatnim dniem Engelbrektssona w Norwegii. Autorem opery jest Edvard Hoem, a muzykę skomponował Henning Sommerro.